# العلاقات البرتغالية الإسبانية

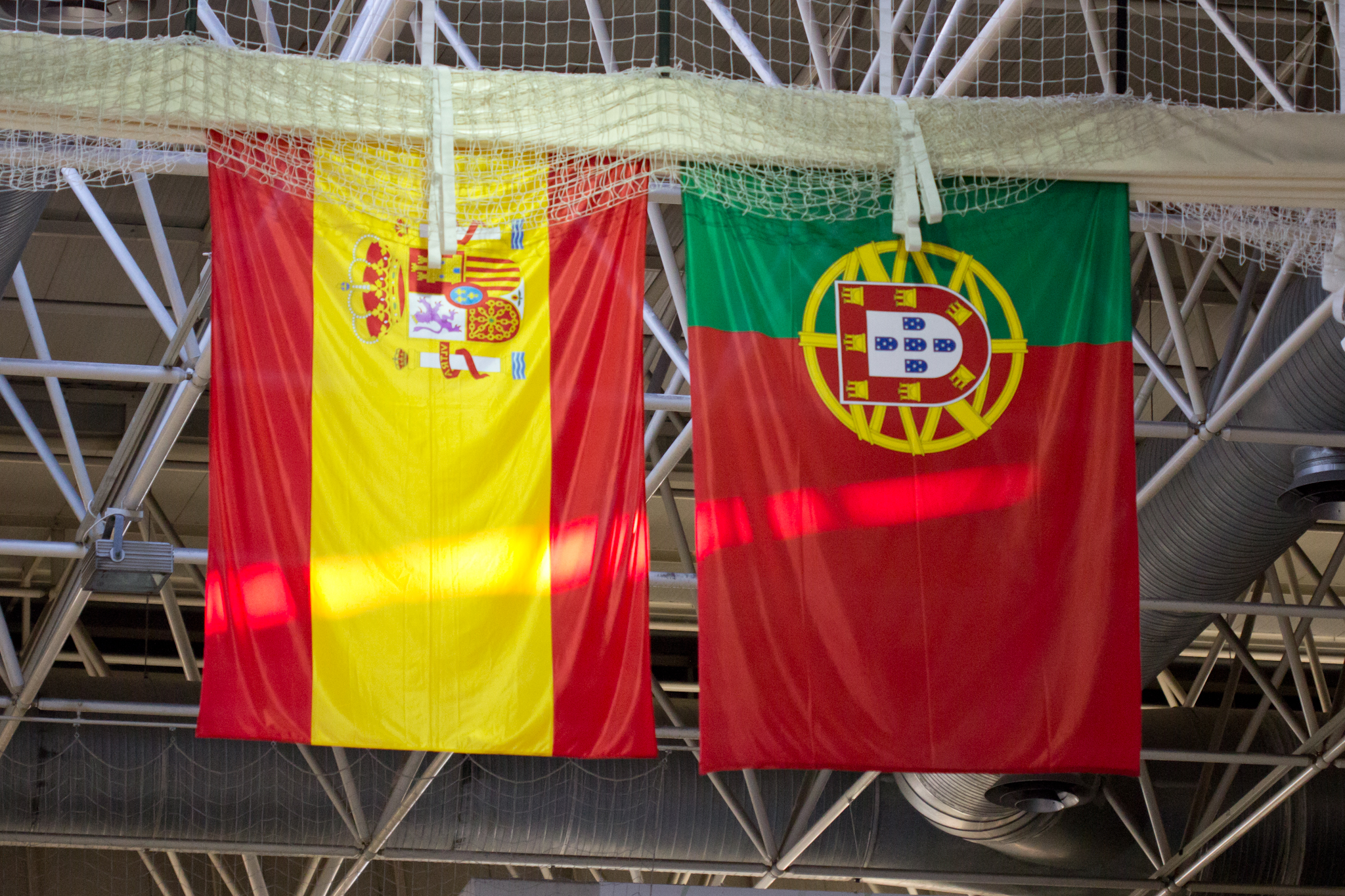
العلمان البرتغالي والإسباني خلال مبارة لكرة اليد بين المنتخبين الوطنيين.

العلاقات البرتغالية الإسبانية هي العلاقات الدائرة بين حكومات البرتغال وإسبانيا. إذ تُشكّل الدولتان الغالبية العظمى من شبه الجزيرة الإيبيرية، ولذلك فإن العلاقة بينهما تُعرف أحيانًا باسم العلاقات الإيبيرية.
في السنوات الأخيرة، تمتعت كل من هاتين الدولتين بعلاقة قوية سادها الودّ. إذ أنهما عضوان دائمان في الاتحاد الأوروبي ومنطقة اليورو ومنطقة شنغن وحلف شمال الأطلسي (الناتو).
عُرفت كل من البرتغال وإسبانيا بتنافسهما على القوى البحرية منذ القرن الرابع عشر. وكانت البرتغال في البداية في وضع مريح يسمح لها باستكشاف المنطقة المواجهة للمحيط الأطلسي والمجاورة للسواحل الأفريقية. ومع نجاحها بذلك، اكتشفت بأن أفريقيا كانت المصدر الرئيسي للذهب في العالم العربي، والذي أُحضِر على قوافل الجمال عبر الصحراء الكبرى. وقد دفع ذلك الأمير هنري إلى إرسال بعثات إلى الجنوب على طول ساحل أفريقيا. وجد بارتولوميو دياس وطاقمه أنفسهم يبحرون على الساحل الشرقي لأفريقيا بعد أن حطّمت عاصفة قوية وقعت جنوب المحيط الأطلسي سفنهم حول الطرف الجنوبي للقارة الأفريقية. ويُعرف هذا الممر الآن باسم رأس الرجاء الصالح. تم إرسال بعثة دبلوماسية تجارية بقيادة فاسكو دا غاما إلى الهند. وهو بدوره تابع طريق دياس حتى وصل إلى ماليندي (كينيا) شرق أفريقيا. وهناك، قصف دا غاما البلدة واحتجز عدة رهائن من الهنود.
تمكنت البرتغال من إنشاء مركز تجاري في كوشين، وهو ميناء يقع جنوب غرب الهند. وفي عام 1509، نجح مستكشف برتغالي آخر، وهو ديوغو لوبيز دي سيكويرا، في الوصول إلى ملقا التي تٌعدّ مركزًا تجاريًا هامًا في جنوب شرق آسيا.
دخلت أسبانيا إلى المشهد بعد بضع سنوات. وبعد إلحاقها الهزيمة بآخر معقل تابع للموريون (المسلمون) على شبه الجزيرة الإيبيرية، وجّه الملك فرديناند والملكة إيزابيلا انتباههما بعد ذلك نحو البحث عن أراضٍ جديدة ما وراء البحار.
كانت إسبانيا على ثقة بأنها قد وصلت أخيرًا إلى آسيا مع البعثة التي قام بها كريستوفر كولومبوس، إذ نجحت هذه البعثة بالوصول إلى الأمريكتين، وهي منطقة كبيرة للغاية وغير معروفة أبدًا وبذلك بدأت حقبة من الاستكشافات والغزوات قام بها الجنود والمستكشفين الإسبان تحت اسم «كونكيستدور»، وفيها تمّ استكشاف الكثير من المناطق الداخلية في العالم الجديد. وصل الإسباني فاسكو نونييث دي بالبوا إلى المحيط الهادئ للمرة الأولى عبر مضيق بنما. كما أقنع فرناندو ماجلان، وهو أحد الملاحين البرتغاليين المعروفين، ملك قشتالة (هابسبورغ) تشارلز الأول بتمويل بعثة للذهاب في رحلة لاستكشاف المحيط الهادئ. لكن ماجلان قُتِل على جزيرة ماكتان (المعروفة الآن باسم جزيرة لابو لابو في الفلبين) على يد حاكمها، لكن المستكشف الإسباني خوان سباستيان إلكانو مع ما بقيَ من طاقمه تمكنوا من مواصلة الرحلة تبعًا للخطة التي وضعها ماجلان وبذلك جلب الأنباء الجيدة عن تنقلّهم حول العالم وصولًا إلى قشتالة.

## التاريخ

### حروب الاسترداد
كون البرتغال تُعتبر أول دولة في شبه الجزيرة الإيبيرية، فقد نشأت قبل إسبانيا وشكلّت مملكة خاصة بها في 24 يونيو عام 1128 بعد انتصارها بمعركة ساو ماميد بقيادة أفونسو الأول، الذي أعلن نفسه ملكًا على البرتغال في 25 يوليو عام 1139 بعد تغلّبه على الموريين في معركة أوريك، وقد حدث كل ذلك في فترة حروب الاسترداد. وقد تم الاعتراف بانتصارات أفونسو الأول من قِبَل الملك ألفونسو السابع ملك قشتالة عام 1143، ومن قِبَل البابا ألكسندر الثالث عام 1179.
نشأت إسبانيا من قِبَل اتحاد تيجان مملكتي قشتالة وأرغون عام 1479، على الرغم من عدم وجود ملك موّحد حتى عام 1516. حتى ذلك الحين، كانت كلمة هيسبانيا مجرد موقع جغرافي يشير إلى شبه الجزيرة الإيبيرية بالتحديد. ولم يتم اعتماد اسم «إسبانيا» إلا من خلال دستور عام 1812 إلى جانب استخدام لقب «ملك إسبانيا». تبنّى دستور عام 1876 للمرة الأولى اسم «إسبانيا» للولاية الإسبانية، ومن ثم استخدم الملوك لقب «ملك إسبانيا». كانت كل من البرتغال وقشتالة وأرغون حلفاء خلال فترة سقوط الأندلس إذ قاموا باسترداد الأراضي من الموريون المسلمون في جنوب شبه الجزيرة الإيبيرية. تم استرداد البرتغال بالكامل عام 1249، في حين تمّ استرداد قشتالة عام 1492.
تلاشت الآمال في توحيد جميع الممالك الإيبيرية التي تعود للقرون الوسطى بعد وفاة ميغيل دا باز أمير البرتغال وأمير أستورياس وأمير جرندة وأمير فيانا عام 1500.

### التوسّع ما وراء البحار
في النسخة البرتغالية من معاهدة توردسيلاس عام 1494، انقسم العالم الجديد بين البرتغال وقشتالة. خلال القرن الخامس عشر، عَمِدت البرتغال على بناء أساطيل بحرية ضخمة وبدأت في استكشاف العالم خارج أوروبا وأرسلت عدّة بعثات استكشافية إلى أفريقيا وآسيا. في أعقاب أول رحلة إسبانية لكريستوفر كولومبوس إلى منطقة الكاريبي عام 1492، بدأت الولايتان بشنّ غزوات على عدّة مناطق في العالم الجديد. ونتيجةّ لمعاهدة توردسيلاس عام 1494، استحوذت البرتغال على أهم مستعمراتها وهي البرازيل (كونها تشكّل معظم قارة أمريكا الجنوبية)، فضلًا عن عدد لا بأس به من مستعمرات تابعة لها في أفريقيا وآسيا، في حين أن قشتالة أخذت بقية أمريكا الجنوبية وقسم كبير من قارة أمريكا الشمالية، فضلًا عن عدّة مستعمرات في أفريقيا وأوقيانوسيا وآسيا باعتبارها من أهم المستعمرات في الفلبين. كان هذا الخط الفاصل في منتصف الطريق بين جزر الرأس الأخضر (التي تعود إلى البرتغال في الأصل) والجزر التي طالب كولومبوس بملكيتها لصالح قشتالة في رحلته الأولى. على الرغم من أن معاهدة توردسيلاس اقتضت توضيح ملكيات كل من الولايتين، إلا أن الحاجة قد دعت لإبرام معاهدات عديدة لاحقة من أجل تحديد الحدود الحديثة للبرازيل، إلى جانب معاهدة سرقسطة عام 1529 التي تمّ بموجبها تعيين حدود المستعمرات الآسيوية لكل منهما.

### الاتحاد الأيبيري

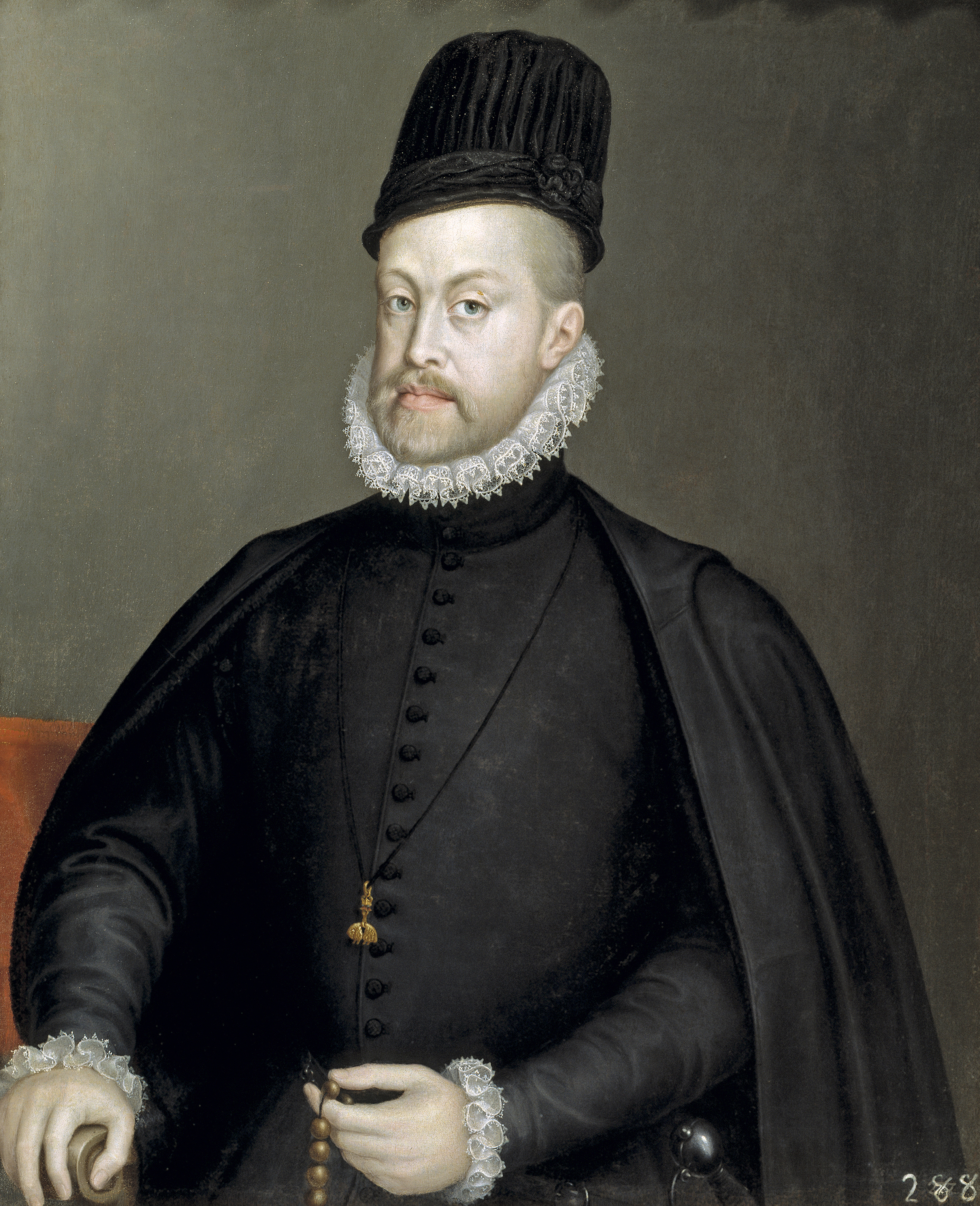
أعتلى فيليب الثاني ملك إسبانيا عرش البرتغال ليصبح الملك فيليب الأول عام 1580، ولكنه لم يستطع توحيد المملكتين الشقيقتين رسميًا.

في عام 1578، توفي سبستيان الأول ملك البرتغال في معركة وادي المخازن ضد الموريون والأتراك. ولم يكن له أي وريث، لذا خلفه عمه الكبير هنريك الذي استمر بالحكم حتى وفاته (31 يناير عام 1580).
افتقر هنري أيضًا إلى الورثة، وكانت وفاته سببًا في اندلاع أزمة الخلافة بين فيليب الثاني ملك إسبانيا وأنطونيو من كراتو. بعد انتصار إسبانيا في حرب الخلافة البرتغالية، تُوّج فيليب الثاني بلقب الملك عام 1581، وبدأ اتحادًا شخصيًا بين الشعبين المعروف باسم الاتحاد الإيبيري ما أدى إلى تراجع الإمبراطورية البرتغالية خلال تلك الفترة. استمر الاتحاد الإيبيري لمدة تقرب من الستين عامًا حتى عام 1640، حين بدأت حرب الاستعادة البرتغالية ضد إسبانيا والتي نجحت فيها البرتغال بتأسيس الأسرة البرتغالية تحت حكم آل براغانزا.

### القرن الثامن عشر
أثناء حروب القرن الثامن عشر، التي كثيرًا ما شنّتها القوى الكبرى من أجل الحفاظ على توازن ميزان القوى الأوروبي، وجدت إسبانيا والبرتغال نفسيهما على طرفي نقيض. إذ قام البرتغاليون، بفضل تحالفهم القديم، بالتحالف مع بريطانيا العظمى، في حين تحالفت إسبانيا مع فرنسا من خلال ميثاق أسرة بوربون. وفي عام 1762، خلال حرب السنوات السبع، شنت إسبانيا محاولة غزو للبرتغال باءت بالفشل.
في عام 1777، حدث صراع بين الدولتين على ترسيم حدود مستعمراتهما في أمريكا الجنوبية.

## مقارنة بين البلدين
هذه مقارنة عامة ومرجعية للدولتين:
| وجه المقارنة                                              | البرتغال                                                  | إسبانيا                                                                             |
| --------------------------------------------------------- | --------------------------------------------------------- | ----------------------------------------------------------------------------------- |
| المساحة (كم2)                                             | 92.21 ألف                                                 | 505.99 ألف                                                                          |
| عدد السكان (نسمة)                                         | 10.60 مليون                                               | 46.73 مليون                                                                         |
| الكثافة السكانية (ن./كم²)                                 | 114.95                                                    | 92.35                                                                               |
| العاصمة                                                   | لشبونة                                                    | مدريد                                                                               |
| اللغة الرسمية                                             | اللغة البرتغالية، اللغة الميراندية                        | اللغة الإسبانية، اللغة الغاليسية، لغة بشكنشية، اللغة الكتالونية، اللغة الأوكسيتانية |
| العملة                                                    | يورو، اسكودو برتغالي                                      | يورو، بيزيتا إسبانية                                                                |
| الناتج المحلي الإجمالي (بليون دولار)                      | 217.57 مليار                                              | 1.31 تريليون                                                                        |
| الناتج المحلي الإجمالي (تعادل القوة الشرائية) بليون دولار | 307.82 مليار                                              | 1.77 تريليون                                                                        |
| الناتج المحلي الإجمالي الاسمي للفرد دولار أمريكي          | 19.22 ألف                                                 | 28.16 ألف                                                                           |
| الناتج المحلي الإجمالي للفرد دولار أمريكي                 | 28.76 ألف                                                 | 38.00 ألف                                                                           |
| مؤشر التنمية البشرية                                      | 0.830                                                     | 0.876                                                                               |
| رمز المكالمات الدولي                                      | +351                                                      | +34                                                                                 |
| رمز الإنترنت                                              | .pt                                                       | .es                                                                                 |
| المنطقة الزمنية                                           | توقيت غرب أوروبا، توقيت غرب أوروبا الصيفي، أوروبا/لشبونة ‏ | ت ع م+01:00، ت ع م+02:00                                                            |

## مدن متوأمة
في ما يلي قائمة باتفاقيات التوأمة بين مدن برتغالية وإسبانية:
- ترتبط كاستيلو برانكو مع قصرش باتفاقية توأمة.
- ترتبط غيمارايش مع إيغوالادا باتفاقية توأمة منذ 24 يونيو 1995.[11][11][12][12]
- ترتبط سانتو تريسو مع ثيلانوفا باتفاقية توأمة.[13]
- ترتبط نازاري مع بطليوس باتفاقية توأمة.
- ترتبط شنترة مع أوفييدو باتفاقية توأمة.
- ترتبط إستريموز مع صفراء باتفاقية توأمة.
- ترتبط ميراندا دودوئورو مع بيمينس باتفاقية توأمة.
- ترتبط فيلا ريال مع أورينسي باتفاقية توأمة منذ 2003.
- ترتبط بينفايل مع بينيافييل باتفاقية توأمة.
- ترتبط قلمرية مع سانتياغو دي كومبوستيلا باتفاقية توأمة منذ 1988.
- ترتبط Lousada [الإنجليزية]‏ مع رينتيريا باتفاقية توأمة.
- ترتبط أوفار [الإنجليزية]‏ مع موراليخا باتفاقية توأمة منذ 23 أكتوبر 1993.[14][14][15][16]
- ترتبط غوآردا مع بيخار باتفاقية توأمة.
- ترتبط فونشال مع بارلا باتفاقية توأمة.
- ترتبط سانتياغو دو كاسيم مع سانتياغو دي كومبوستيلا باتفاقية توأمة.
- ترتبط ليريا مع أولايفينزا باتفاقية توأمة.
- ترتبط فيلا دو كوندي مع فيرول باتفاقية توأمة.
- ترتبط Batalha, Portugal [الإنجليزية]‏ مع ترجالة باتفاقية توأمة.
- ترتبط بورتو مع دورويلو دي لا سييرا باتفاقية توأمة منذ 1984.
- ترتبط Sesimbra [الإنجليزية]‏ مع ألتيا باتفاقية توأمة.
- ترتبط فيلا فيزوسا مع سيغونثة باتفاقية توأمة.
- ترتبط بورتاليغري مع قصرش باتفاقية توأمة.
- ترتبط شنترين مع بطليوس باتفاقية توأمة.
- ترتبط فيانا دو كاستيلو مع لوغو باتفاقية توأمة.
- ترتبط فيلا دو بيسبو [الإنجليزية]‏ مع سانتا في باتفاقية توأمة.
- ترتبط فارو مع مالقة باتفاقية توأمة.
- ترتبط بارسيلوس مع بونتيفيدرا باتفاقية توأمة.
- ترتبط Lajes do Pico [الإنجليزية]‏ مع كانغاس دي موراثو باتفاقية توأمة.
- ترتبط أفيرو مع ثيوداد رودريجو باتفاقية توأمة.
- ترتبط سيتوبال مع توردسيلاس باتفاقية توأمة.
- ترتبط لشبونة مع مدريد باتفاقية توأمة منذ 28 سبتمبر 1992.
- ترتبط بالملا [الإنجليزية]‏ مع جافيا باتفاقية توأمة.
- ترتبط فيسيو مع أوفييدو باتفاقية توأمة.[17][17]

## منظمات دولية مشتركة
يشترك البلدان في عضوية مجموعة من المنظمات الدولية، منها:
| علم المنظمة | اسم المنظمة                               | تاريخ انضمام البرتغال | تاريخ انضمام إسبانيا |
| ----------- | ----------------------------------------- | --------------------- | -------------------- |
|             | وكالة الفضاء الأوروبية                    | ?                     | ?                    |
|             | بنك التنمية الآسيوي                       | 2002                  | 1986                 |
|             | الاتحاد الأوروبي                          | 1986                  | 1986                 |
|             | وكالة ضمان الاستثمار متعدد الأطراف        | 6 يونيو 1988          | 29 أبريل 1988        |
|             | منظمة التعاون الاقتصادي والتنمية          | 4 أغسطس 1961          | ?                    |
|             | الأمم المتحدة                             | 14 ديسمبر 1955        | 14 ديسمبر 1955       |
|             | الوكالة الدولية للطاقة                    | ?                     | ?                    |
|             | الفريق المعني برصد الأرض                  | ?                     | ?                    |
|             | مركز تنسيق الحركة في أوروبا ‏              | ?                     | ?                    |
|             | منظمة حظر الأسلحة الكيميائية              | ?                     | ?                    |
|             | منظمة التجارة العالمية                    | ?                     | ?                    |
|             | منظمة الشرطة الجنائية الدولية             | ?                     | ?                    |
|             | البنك الإفريقي للتنمية                    | ?                     | ?                    |
|             | منظمة الأمن والتعاون في أوروبا            | 25 يونيو 1973         | 25 يونيو 1973        |
|             | مؤسسة التنمية الدولية                     | 29 ديسمبر 1992        | 18 أكتوبر 1960       |
|             | حلف شمال الأطلسي                          | 4 أبريل 1949          | 30 مايو 1982         |
|             | نظام تحكم تكنولوجيا القذائف               | 1992                  | 1990                 |
|             | يونسكو                                    | 11 مارس 1965          | 30 يناير 1953        |
|             | مجلس أوروبا                               | ?                     | ?                    |
|             | الاتحاد البريدي العالمي                   | ?                     | ?                    |
|             | البنك الدولي للإنشاء والتعمير             | 29 مارس 1961          | 15 سبتمبر 1958       |
|             | اتفاقية السماوات المفتوحة                 | ?                     | ?                    |
|             | المنظمة الهيدروغرافية الدولية             | ?                     | ?                    |
|             | المرصد الأوروبي الجنوبي                   | 2001                  | 2006                 |
|             | الاتحاد الدولي للاتصالات                  | 1866                  | 1866                 |
|             | مؤسسة التمويل الدولية                     | 8 يوليو 1966          | 24 مارس 1960         |
|             | المنظمة الأوروبية لسلامة الملاحة الجوية   | 1986                  | 1997                 |
|             | المركز الدولي لتسوية المنازعات الاستشارية | 1 أغسطس 1984          | 17 سبتمبر 1994       |
|             | مجموعة أستراليا                           | 1985                  | 1985                 |
|             | مجموعة الموردين النوويين                  | ?                     | ?                    |

## معرض صور

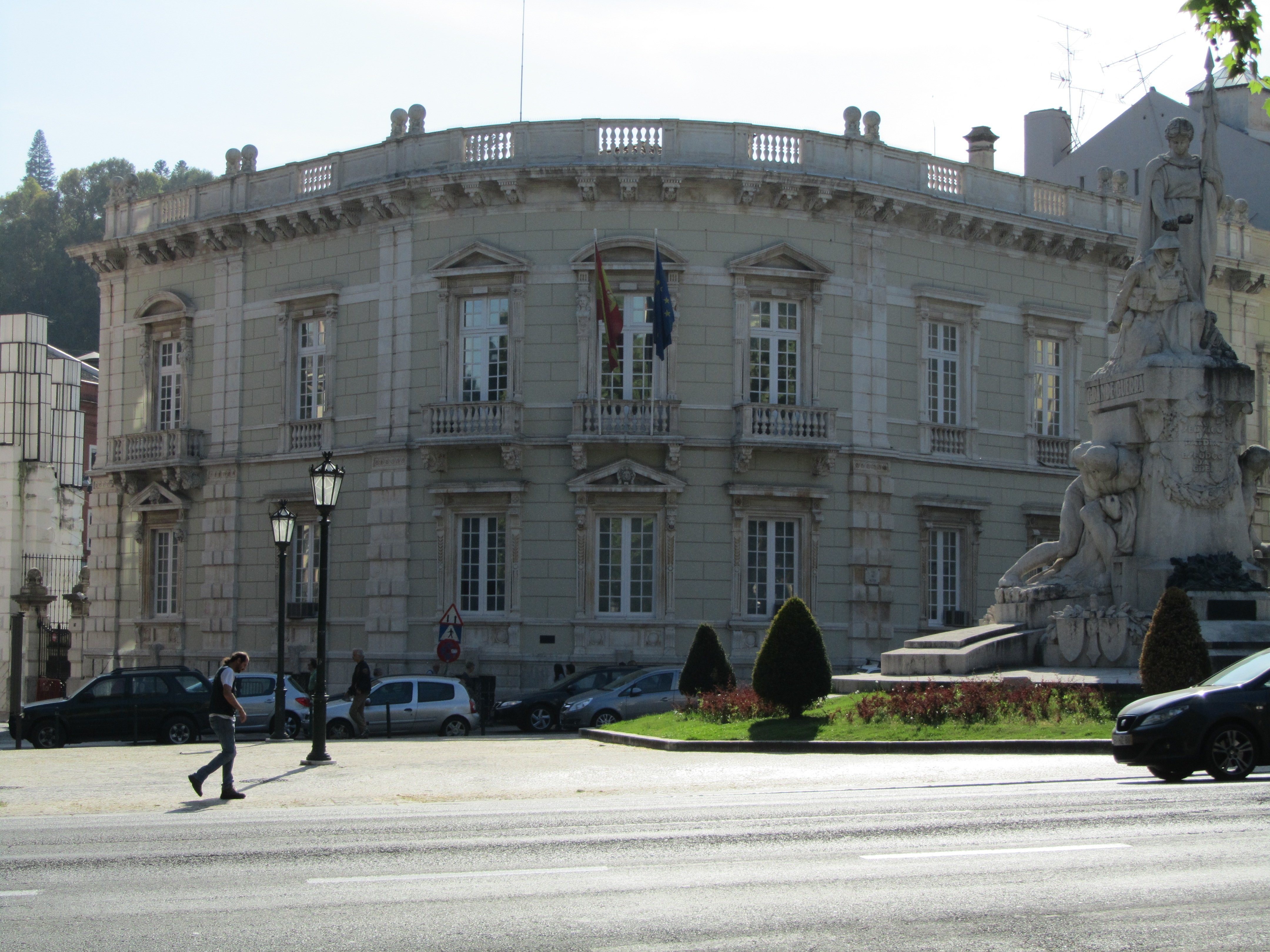
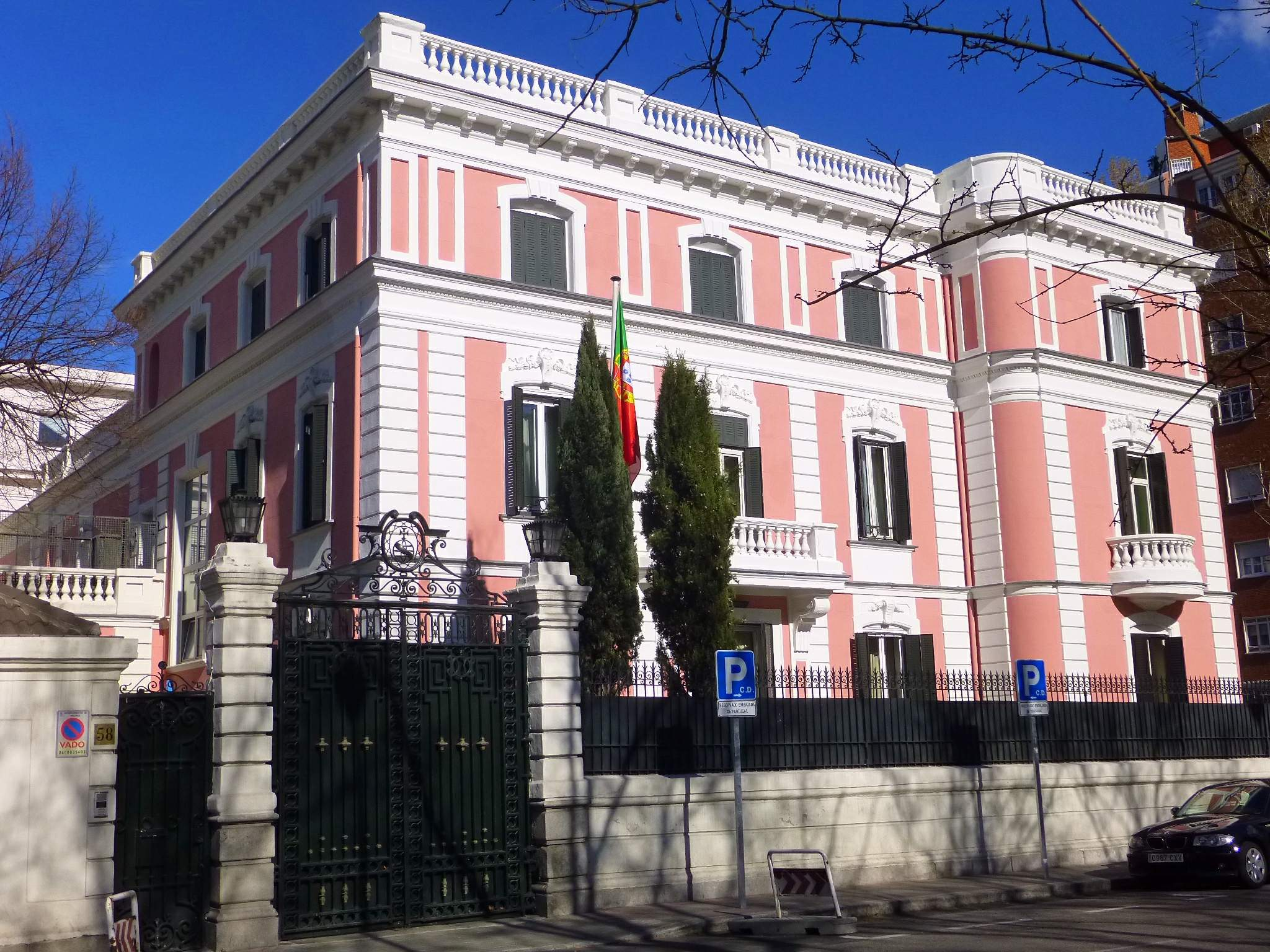
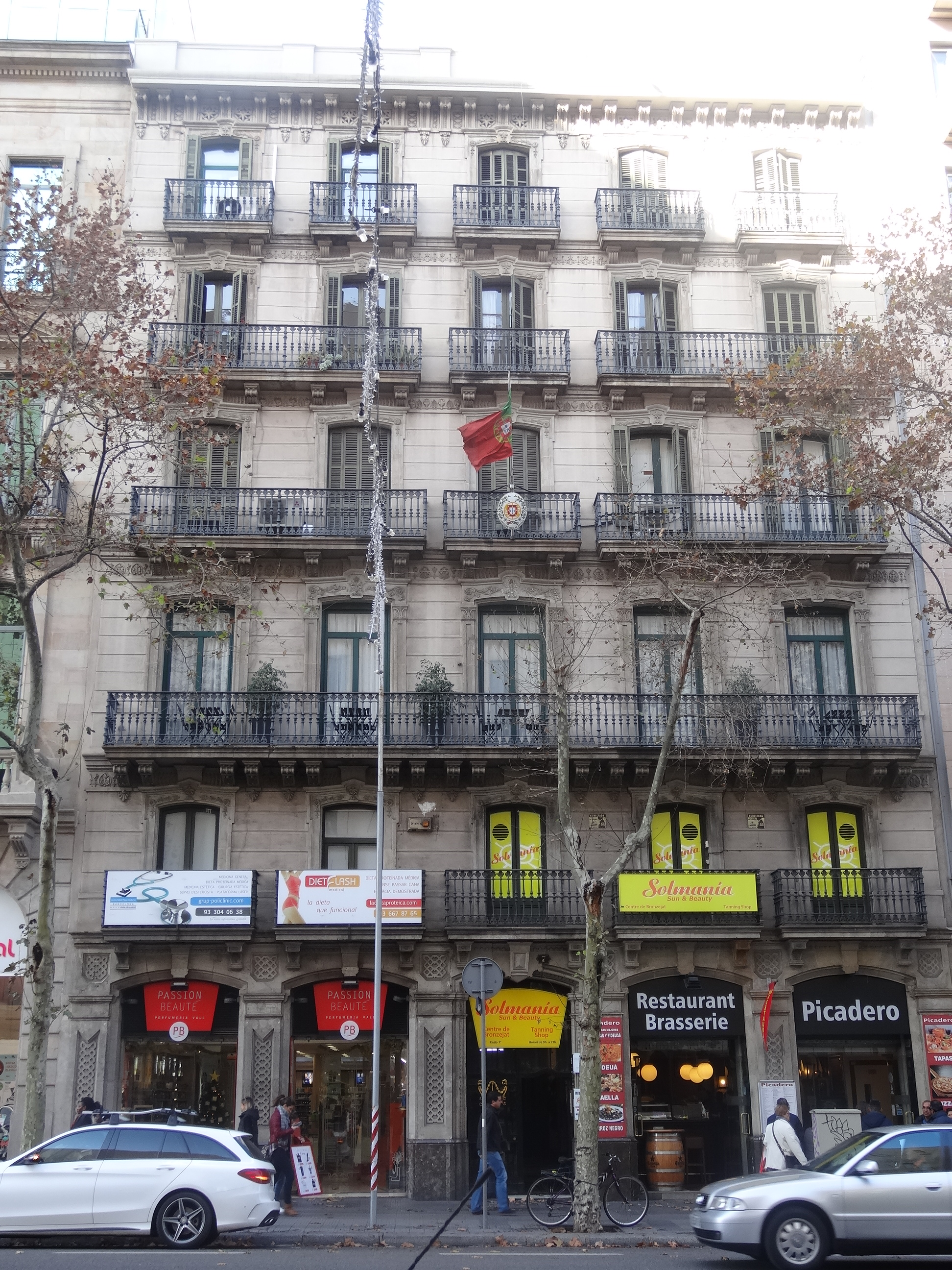

## وصلات خارجية
- موقع وزارة الخارجية البرتغالية
- موقع وزارة الخارجية الإسبانية